# Carabodes manifera
Carabodes manifera är en kvalsterart som beskrevs av Hammer 1977. Carabodes manifera ingår i släktet Carabodes och familjen Carabodidae. Inga underarter finns listade.